# Латвійська радянська енциклопедія
Латвійська радянська енциклопедія (латис. Latvijas padomju enciklopēdija) — універсальне енциклопедичне видання латиською мовою в 12 томах.

## Історія
Загальна систематична інформація була опублікована в десяти томах за період з 1981 по 1988 роки. Спеціальний том, присвячений ЛССР, пізніше був також опублікований в російському перекладі. Додатковий том містив додатки з біографій, оновлену статистику і відомості про політико-географічні зміни.
Відповідальний редактор Петеріс Еран, енциклопедія видана видавництвом «Головна редакція енциклопедій», видрукувана в Ризі Ризькою зразковою друкарнею в кількості 75 000 комплектів.

## Зміст
Містить близько 60 000 статей і приблизно 20 000 кольорових і чорно-білих ілюстрацій, понад 600 карт. Енциклопедія охоплює всі теми по галузях знання того часу.

## Видані томи
- Том 1: A — Bh; 1981 рік
- Том 2: Bi — Da; 1982 рік
- Том 3: De — Hain; 1983 рік
- Том 4:Hait — Karta; 1983 рік
- 1 травня: Karte — Lauk; 1984 рік
- 5 лютого: Latvijas PSR; 1984 рік
- Том 6:Lauk — Monr; 1985 рік
- Том 7:Mons — Plato; 1986 рік
- Том 8:Platp — Singa; 1986 рік
- Том 9:Singo — Trien; 1987 рік
- 1 жовтня: Tries — Žvīgu; 1987 рік
- 10 лютого: додаток; 1988 рік